# PKP-Baureihe EN71
Die PKP-Baureihe EN71 sind vierteilige elektrische Triebzüge der Polnischen Staatsbahnen (PKP). Sie entstanden durch Umbau der PKP-Baureihe EN57 durch Hinzufügen eines zusätzlichen angetriebenen Mittelwagens und werden besonders im Raum Kraków auf steigungsreichen Strecken verwendet.
Hier werden die Fahrzeuge bis in die heutige Zeit eingesetzt. Einige Fahrzeuge, die bis 1975 nach Jugoslawien geliefert wurden, wurden zurückgekauft. Nach 2010 wurden viele Fahrzeuge modernisiert.

## Geschichte
Durch die Elektrifizierung der Strecke von Kraków nach Zakopane wurden verstärkte Triebzüge benötigt. Die vorhandenen EN57 reichten für diese Strecke leistungsmäßig nicht aus. So entstanden 31 Triebzüge durch das Hinzufügen von zusätzlichen Motorwagen in Züge der Reihe EN57 durch ZNTK Mińsk Mazowiecki. Die Fahrzeuge wurden zudem von Wrocław über Jelenia Góra nach Szklarska Poręba eingesetzt. Später wurde auch Krynica-Zdrój erreicht.
26 weitere Züge wurden nach Jugoslawien geliefert. Sie trugen die Baureihenbezeichnung 315, hatten den Spitznamen Gomułka und wurden bis Mitte 2021 eingesetzt. Mehrere Züge wurden zurückgekauft.
Die in Polen verbliebenen Fahrzeuge sind bei Polregio, der Szybka Kolej Miejska w Trójmieście, der Koleje Śląskie und der Koleje Mazowieckie eingesetzt. Sie haben in der Zwischenzeit stärkere Motoren, ein zusätzliches Fahrradabteil und ein Behindertenabteil erhalten. Hauptsächlich die aus Jugoslawien reimportierten Fahrzeuge haben eine neue Fahrzeugfront erhalten und tragen die Nummerierung mit der Ordnungsnummer ab 100.

## Technische Beschreibung
Die Steuerwagen wurden als Typ 5Bg und die Motorwagen als 6Bg und als Wagen a und b bezeichnet. Verbunden sind die Fahrzeuge über eine Kurzkupplung. Sie haben eine Übergangsmöglichkeit für die Reisenden. An den Fahrzeugenden besitzen sie eine Scharfenbergkupplung. Sie sind für das Fahren in Vielfachsteuerung mit den Baureihen ED72 und EN57 geeignet.
Die ersten 20 Fahrzeuge besaßen gesickte Seitenwände. Ab der Nummer 021 konnten die Seitenwände aus glatten Blechen bestehen. Im Inneren waren Halter für die Beförderung von Skiern vorhanden. Ab 2007 änderte sich Außengestaltung und innen kamen Behindertenabteil und Fahrradabteil hinzu.
Ursprünglich hatten die Fahrzeuge eine herkömmliche und veraltete Gleichstromsteuerung mit Widerstandssteuerung. 2009 wurde das erste Fahrzeug auf der Eisenbahnmesse Trako 2009 in Gdansk mit Drehstromantriebstechnik vorgestellt. Gleichzeitig wurde die Leistung auf 8 × 175 kW erhöht.

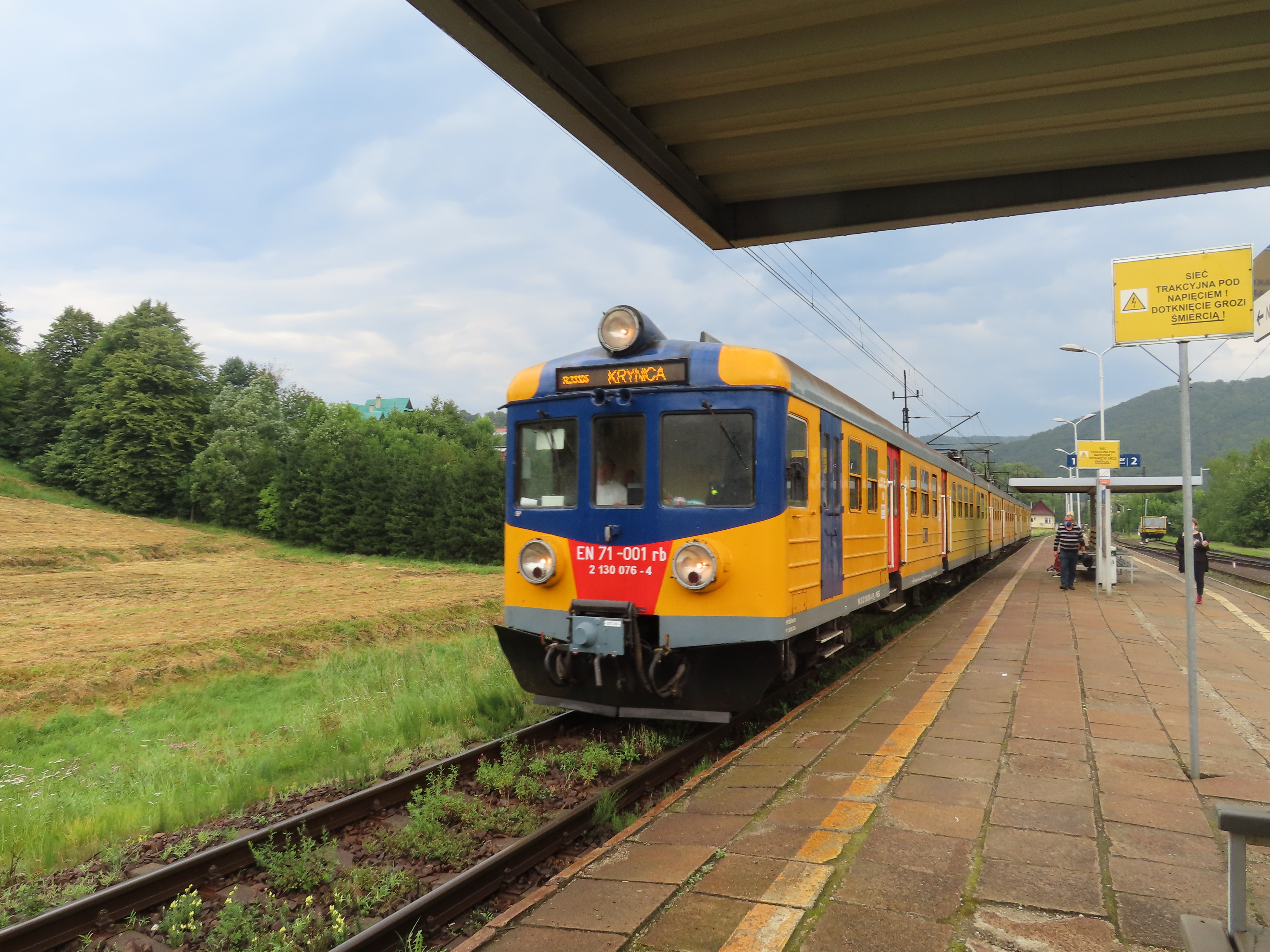
EN71-001 der Koleje Małopolskie 2020
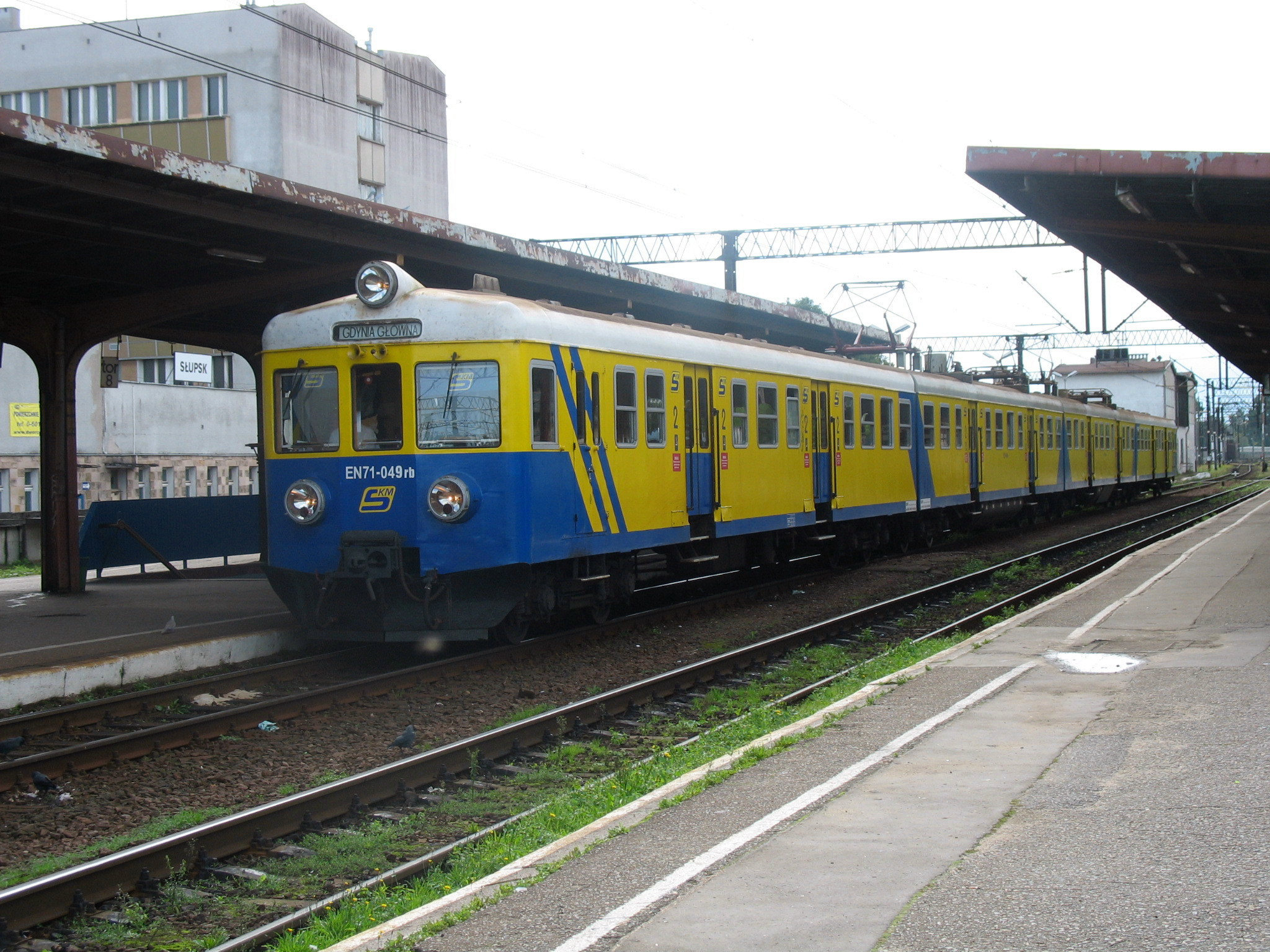
EN71-049 mit glatten Seitenwänden von Trójmiasto 2007 in Słupsk
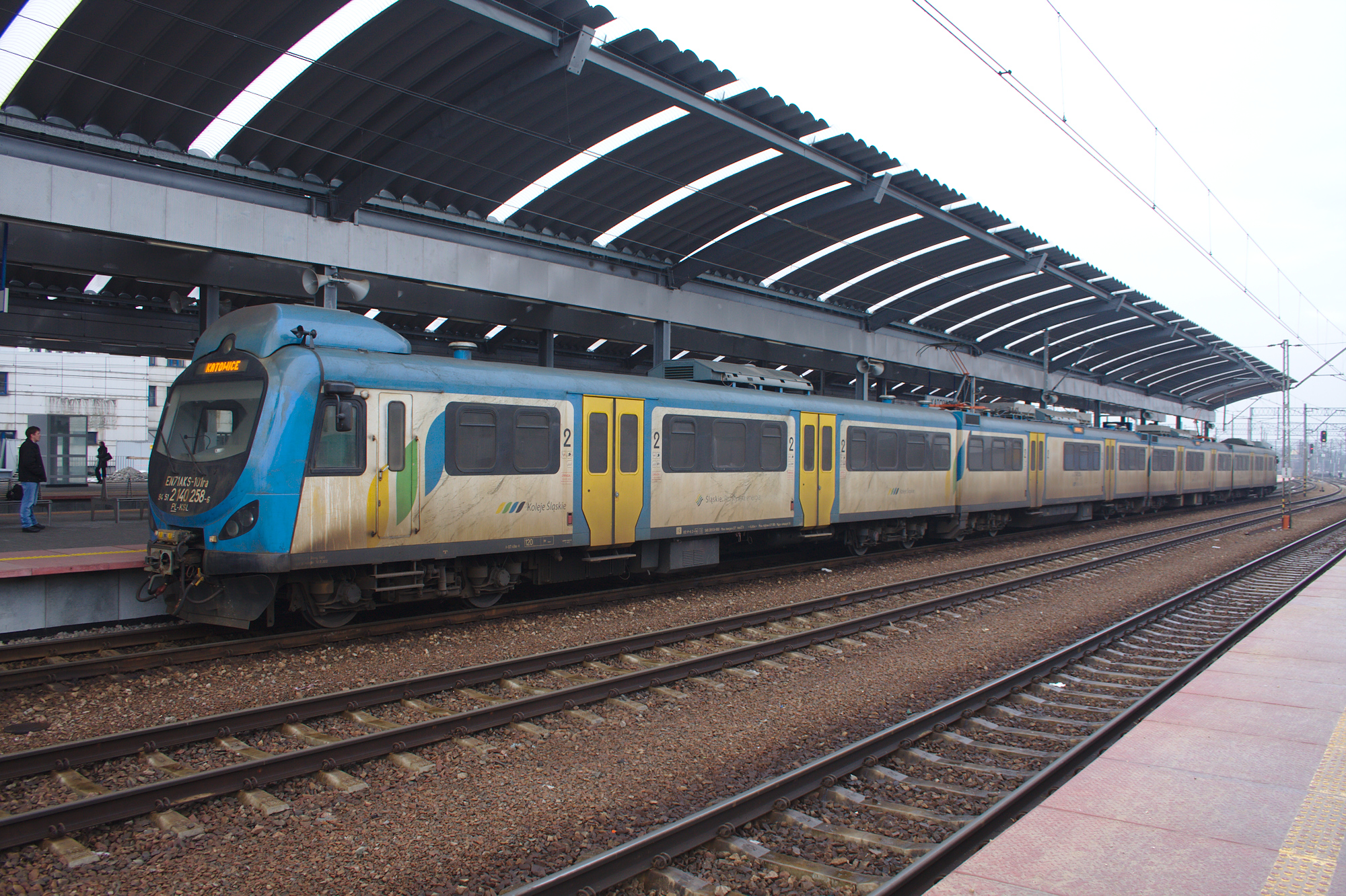
EN71-101 der Koleje Śląskie 2013 in Katowice
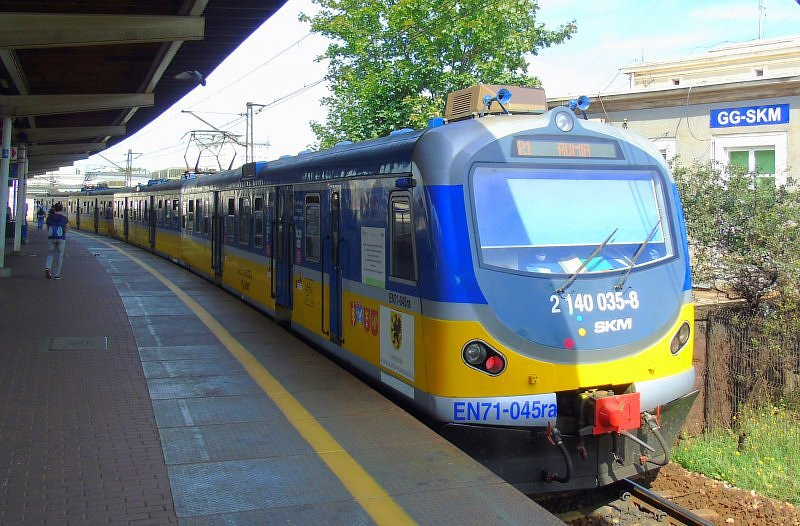
EN71-045 der Trójmiasto 2015 in Gdynia